# 映画 真・三國無双
『映画 真・三國無双』（原題：真·三國無雙、英題：Dynasty Warriors）は、2021年の香港・中国・日本合作映画。監督はロイ・チョウ。
コーエーテクモゲームスのアクションゲームシリーズ『真・三國無双シリーズ』を原作とした作品。2021年4月29日に香港で、30日に中国本土で公開された。

## 概要
後漢末期、黄巾の乱とそれに続く董卓の専横、反董卓連合軍の戦いを描いている。時系列ではゲームやその原作に当たる三国志演義の中でも最序盤に当たるため、登場人物もその時期に活躍した武将たちに限られている。また、ゲーム内では主に髭を伸ばした壮年の姿で描かれている曹操が年若い青年になっているなど、外見の違いも大きい。当時青年に達していなかった孫策や孫権も少年の姿で登場している。一方、後の時代に活躍する無双武将たちに近い姿をした別人も多数登場している。例えば、董卓討伐に集まった諸侯の中にはゲームにおける典韋や徐晃に似た外見の者が見られる。

## キャスト
※括弧内は日本語吹替声優。
- 呂布 - ルイス・クー（稲田徹）
- 曹操 - ワン・カイ（深川和征）
- 劉備 - トニー・ヤン（中国語版）（遠藤守哉）
- 関羽 - ハンギョン（増谷康紀）
- 張飛 - ジャスティン・チャン（中国語版）（掛川裕彦）
- 鋳剣砦の主 - カリーナ・ラウ（西村野歩子）
- 袁紹 - レイ・ロイ（中国語版）（龍谷修武）
- 孫堅 - ユエン・ウェンカン（中国語版）（徳山靖彦）
- 貂蝉 - グーリーナーザー（小松里歌）
- 王美人 - アシュレー・ヤン（中国語版）
- 董卓 - ラム・シュー（堀之紀）
- 張角 - フィリップ・キョン（中国語版）（川津泰彦）
- 陳宮 - チョン・シウファイ（宮崎寛務）
- 王允 - チョン・プイ（中国語版）（相樂真太郎）
- 呂伯奢 - ロー・カーイン（小磯一斉）
- 李儒 - （山下タイキ）
- 督郵 - （竜門睦月）
- 華雄 - （西村健志）
- 役人1 - （小磯一斉）
- 役人2 - （竜門睦月）
- 劉弁 - （西村野歩子）
- 陳留王 - （小松里歌）

## スタッフ
- 監督：ロイ・チョウ（周顯揚）
- 製作：周顯揚、杜緻朗、胡慶剛
- 脚本：トー・チーロン（杜緻朗）
- 音楽：波多野裕介
- アクション指導：ディオン・ラム
- 撮影：ケニー・ツェー
- 編集：チュン・カーファイ

## 日本語版スタッフ
- 日本語字幕：安本煕生